# Río Mapocho

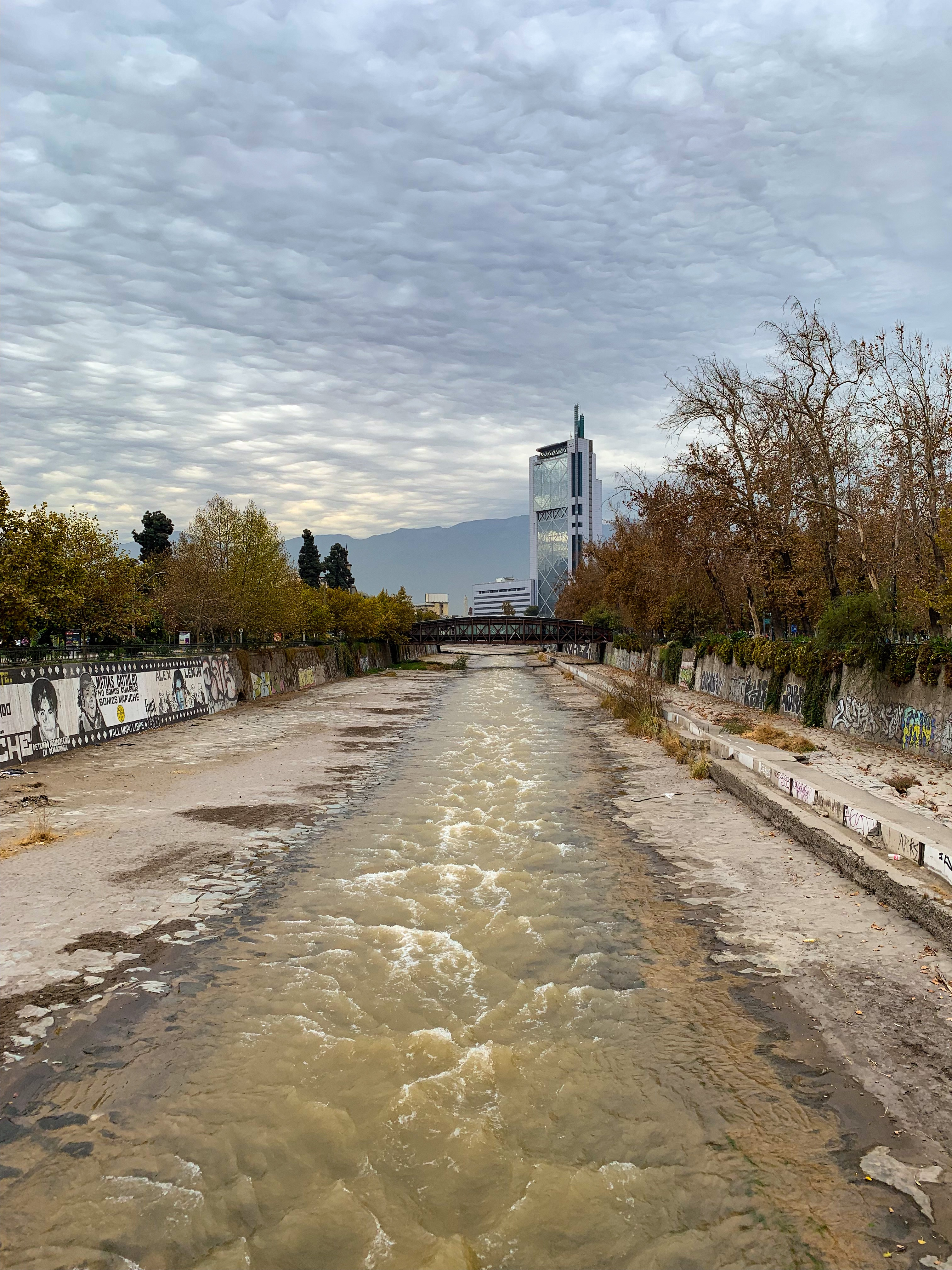
Río Mapocho

Río Mapocho ist ein Fluss in Zentral-Chile in der Hauptstadtregion (Región Metropolitana).
Der Río Mapocho hat eine Länge von rund 120 km. Seine Quelle liegt nordöstlich von Santiago de Chile in den Anden. Nach rund 50 km fließt der Fluss durch die Hauptstadt Chiles Santiago. Die Wasserqualität nimmt innerhalb Santiagos stark ab. Über Peñaflor fließt der Fluss nach El Monte, wo er dann in den Río Maipo mündet.
Vom Fluss gehen eine große Anzahl Kanäle aus. Zu den bekanntesten gehören der Maipo-Kanal, San Bernardo-Kanal, San Francisco-Kanal und der Las Mercedes-Kanal. Da der Mapocho nicht genug Wasser hat um alle daran angeschlossenen Bewässerungsprojekte zu versorgen, wird ihm in Santiago mit dem San Carlos-Kanal Wasser vom Río Maipo zugeleitet, das weiter südlich bei Puente Alto entnommen wird.

## Flussdaten
- Länge: 120 km
- Durchflussmenge: 6,1 m³/s

## Größere Städte in Flussnähe
- Santiago de Chile
- Peñaflor
- El Monte

## Geschichte
Santiago wurde am 12. Februar 1541 von Pedro de Valdivia gegründet. Valdivia wählte den Ort, weil der Río Mapocho hier eine größere Insel bildete. Diese Lage war günstig, um die Stadt gegen die Angriffe der Mapuche zu verteidigen.
1778 wurde die erste Brücke über den Fluss gebaut, die Puente Cal y Canto. Um die Wasserversorgung der landwirtschaftlichen Gebiete zu sichern, begann bereits im 18. Jahrhundert der Bau diverser Kanäle. Ab 1811 begannen große Arbeiten am Maipo-Kanal, der die Wasserversorgung im Gebiet um San Bernardo und Santiago sicherstellen sollte. Die Arbeiten wurden teilweise im Unabhängigkeitskrieg eingestellt. 1819 schickte Bernardo O’Higgins 200 Strafgefangene zur Beschleunigung der Kanalarbeiten. Die Arbeiten dauerten bis 1827, dann gab Präsident Ramón Freire y Serrano den Kanal für die Öffentlichkeit frei.